# Edelshausen
Edelshausen ist ein Ortsteil der Stadt Schrobenhausen im oberbayerischen Landkreis Neuburg-Schrobenhausen. 

## Geographie
Das Kirchdorf Edelshausen liegt ca. 5 Kilometer nördlich der Stadt Schrobenhausen an der Staatsstraße 2044.

## Geschichte
Edelshausen wird bereits um 790 als Zetileshusun urkundlich erwähnt, wobei ein Adliger names Zetil als Namensgeber des Ortes anzunehmen ist. In der Chronik des Konrad von Scheyern wird Graf Bertold von Burgeck erwähnt, als er um 1107 die Kirche von Edelshausen mit dem Zehent dem späteren Kloster Scheyern vermacht. Im 12. und 13. Jahrhundert sitzen in Edelshausen Ministeriale. Die Hofmark Edelshausen mit Dorfgericht wurde durch Ludwig den Bayern an die Ritter von Kamerberg gegeben, die sie bis 1347 innehatten.  1403 werden die Sandizeller erstmals als Herren der Hofmark Edelshausen erwähnt.  Schloss Edelshausen wurde 1556 bis 1561 erbaut und 1632 im Dreißigjährigen Krieg zerstört. 1652 erfolgte der Wiederaufbau durch Freiherr Ortulf von Edelshausen. 1701/14 wurde das Schloss im Spanischen Erbfolgekrieg zerstört und nicht wiederaufgebaut. Das Schlossgut allerdings besteht bis heute. Mit dem Gemeindeedikt von 1818 entstand die Gemeinde Edelshausen mit den Teilorten Gaishof und Linden. Mühlried, in das mit Wirkung vom 1. Januar 1972 Edelshausen eingegliedert worden war, wurde im Jahr 1978 nach Schrobenhausen eingemeindet.

## Sehenswürdigkeiten
- Pfarrkirche St. Mauritius aus der zweiten Hälfte des 15. Jahrhunderts
- Ehemaliger Pfarrhof aus dem 18. Jahrhundert
- Gutshof aus dem 18. Jahrhundert